# Fat Bottomed Girls
〈Fat Bottomed Girls〉는 영국의 록 밴드 퀸의 곡이다. 기타리스트 브라이언 메이가 쓴 이 곡은 1978년 음반 《Jazz》와 그 후 그들의 컴필레이션 음반 《Greatest Hits》에 수록되었다. 〈Bicycle Race〉로 싱글로 발매되었을 때 이 노래는 영국 싱글 차트에서 11위에 올랐고 미국 빌보드 핫 100에서 24위에 올랐다.
이 노래는 열린 블루스, 메탈 기타 튜닝을 중심으로 구성되며 합창으로 열린다. 이 곡은 얼터너티브(드롭 D) 기타 튜닝에서 연주된 퀸 노래들 중 하나이다. 이 곡의 뮤직 비디오는 1978년 10월 텍사스주의 달라스 컨벤션 센터에서 촬영되었다.

## 인증
| 국가                               | 인증        | 판매량/출하량 |
| ---------------------------------- | ----------- | ------------- |
| 영국 (BPI)                         | 골드        | 500,000       |
| 미국 (RIAA)                        | 2× 플래티넘 | 2,000,000     |
| 판매량+스트리밍을 기반으로 한 인증 |             |               |